# Münster Osnabrück nemzetközi repülőtér
A Münster Osnabrück nemzetközi repülőtér (IATA: FMO, ICAO: EDDG) egy nemzetközi repülőtér Németországban, Münster közelében.

## Futópályák
A repülőtér futópályái:
- 07/25 (2170 m, 45 m, aszfalt)

## Forgalom
Az utasforgalom az elmúlt években az alábbi módon változott:
| Utasok száma | 285 802 | 703 679 | 1 280 023 | 1 607 437 | 1 540 656 | 1 570 506 | 1 020 917 | 817 049 | 986 260 | 830 772 |
|              | 1991    | 1994    | 1998      | 2001      | 2005      | 2008      | 2012      | 2015    | 2019    | 2022    |

## Légitársaságok és úticélok
2024-ben a Münster Osnabrück nemzetközi repülőtérről az alábbi járatok indulnak (Utoljára frissítve: 2024-11-2):
The following airlines operate regular scheduled and charter flights at Münster Osnabrück nemzetközi repülőtér:
| Légitársaság       | Célállomások |
| ------------------ | --- |
| Air Anka           | Szezonális charter: Antalya |
| Air Cairo          | Szezonális: Hurghada |
| Corendon Airlines  | Szezonális: Antalya, Hurghada, Izmir |
| Eurowings          | Palma de Mallorca |
| GP Aviation        | Charter: Pristina |
| Lufthansa          | München |
| Marabu             | Szezonális: Heraklion, Corfu (kezdődik 2025 május 2-től), Kos (kezdődik 2025 május 7-től), Palma de Mallorca (kezdődik 2025 május 23-tól), Rhodes (kezdődik 2025 május 1-től) |
| Mavi Gök Airlines  | Szezonális charter: Antalya |
| Pegasus Airlines   | Szezonális: Antalya |
| Ryanair            | Alicante, Palma de Mallorca Szezonális: Corfu, Zadar |
| SmartLynx Airlines | Szezonális charter: Fuerteventura, Gran Canaria, Heraklion, Kos, Palma de Mallorca, Rhodes                                                                                    |
| Sundair            | Szezonális: Fuerteventura (kezdődik 2024 november 4-től), Gran Canaria (kezdődik 2024 november 6-tól), Hurghada, Tenerife–South (kezdődik 2024 november 7-től), Beirut        |
| SunExpress         | Antalya |